# Във висините
„Във висините“ (на английски: In the Heights) е американски драматичен мюзикъл от 2020 г. на режисьор Джон М. Чу по сценарий на Киара Алегрия Худес, базиран на едноименния мюзикъл от Худес и Лин-Мануел Миранда. Във филма участват Антъни Реймъс, Кори Хокинс, Лесли Грейс, Мелиса Барера, Олга Мередиз, Дафни Рубин-Вега, Грегъри Диаз IV, Джеръми Смитс и Лин-Мануел Миранда.
Оригинално е насрочен да бъде пуснат през 2020 г., но е отложен по време на пандемията от COVID-19. Световната премиера на филма е на Los Angeles Latino International Film Festival на 4 юни 2021 г. и е пуснат в Съединените щати на 10 юни по кината и стрийминг услугата HBO Max.